# Gwanghwamun (métro de Séoul)
Gwanghwamun est une station sur la ligne 5 du métro de Séoul, dans l'arrondissement de Jongno-gu. Elle est à proximité de la porte Gwanghwamun, du palais Gyeongbokgung et de la rivière Cheonggyecheon.